# María Jimena Trotteyn
María Jimena Trotteyn González (* 6. August 1975 in Mendoza, Provinz Mendoza) ist eine argentinische Wirbeltier-Paläontologin. Ihr Forschungsschwerpunkt sind die Archosauromorpha.

## Leben
Trotteyn besuchte von 1988 bis 1993 die Escuela de Comercio Martín Zapata in Mendoza zur Erlangung der Hochschulreife. 1994 schrieb sie sich an der Facultad de Ciencias Exactas, Físicas y Naturales der Universidad Nacional de San Juan (UNSJ) ein, wo sie zunächst die Licenciatura in Geologie anstrebte, diese jedoch nicht abschloss. Ab 1998 studierte sie an derselben Fakultät Biowissenschaften, wo sie im März 2006 ihren Abschluss erlangte. Ab September 2006 absolvierte sie ein Doktoratsstudium an der Universidad Nacional de Cuyo (UNCUYO), wo sie im März 2011 mit der Dissertation Revisión osteológica, análisis filogenético y paleoecología de Proterochampsidae (Reptilia-Archosaurifomes) über die Anatomie und Paläoökologie der Proterochampsidae unter der Leitung von Julia Brenda Desojo zum Doktor in den Biowissenschaften promoviert wurde. Seit April 2006 ist sie durch die staatliche Forschungsförderung CONICET geförderte unabhängige Forscherin beim Centro de Investigaciones de la Geósfera y Biósfera (CIGEOBIO). Seit 2015 ist sie außerordentliche Professorin am Lehrstuhl für Evolution und Paläontologie der Universidad Nacional de San Juan, wo sie die Bachelor- und Master-Studiengänge Biologie und Geologie betreut. 
Während ihrer wissenschaftlichen Karriere entwickelte Trotteyn Aufgaben im Zusammenhang mit der Technik der Durchführung und Interpretation von Computertomographie-Scans fossiler Wirbeltiere. Zudem führte sie verschiedene Analysen des tomografischen Materials durch, darunter phylogenetische Systematik, endokraniale Anatomie und allgemeine Osteologie. Darüber hinaus entwickelte sie Techniken zur direkten Beobachtung von fossilem Material, darunter die Kladistik, osteologische Beschreibungen und paläobiologische Analysetechniken, die hauptsächlich in der Wirbeltierpaläontologie angewendet werden.
Trotteyns Forschungsarbeit konzentriert sich auf das Studium der kontinentalen triassischen Archosauromorpha. Sie führte zahlreiche Feldstudien in den Provinzen San Juan und La Rioja sowie Studien zur Schädelanatomie, Osteologie, Phylogenie und Paläobiologie (Paläoneurologie und Paläohistologie) zu dieser Tiergruppe durch.
Trotteyn ist Mitglied der Archosauriform Research Group (ARG) und arbeitet seit 2016 ergänzend als Redakteurin bei der Fachzeitschrift Ameghiniana. 
Trotteyn gehört zu den Erstbeschreiberteams der Arten Pseudochampsa ischigualastensis (Trotteyn, Martinez & Alcober, 2012) und Elorhynchus carrolli Ezcurra, Fiorelli, Trotteyn, Martinelli & Desojo, 2021.